# Oklop
Oklop je zaštita od oružja ili opasnosti kojom se opasuje tijelo životinje, ljudi ili oklopnog vozila. Oklop može biti životiljski (prirodni) ili metalni (umjetni). Na oklopna vozila postavlja se oklop kako bi se zaštitila posada oklopnog vozila. Oklop se koristi još od davnih vremena kada se vojska služila štitovima i metalnim oklopima za zaštitu tijela od koplja, mača i strijele.

## Načelo
Smisao oklopa je da oklopljeni objekt zaštiti od sila koje - u pravilu - na njega djeluju izvana. On treba pružiti zaštitu od uništavajućeg djelovanja kratkotrajnih, intenzivnih snaga. Postiže se tako, da se objekt ili prostor koji treba zaštititi obuhvati slojem materijala visoke čvrstoće. Zaštita se postiže na način da oklop (zaštitni sloj) odoli odnosno otkloni (preusmjeri) očekivanu razornu snagu. Pri tome, otpornost oklopa treba biti primjerena veličini i vrsti snage koja se očekuje. Snaga oklopa proizlazi iz čvrstoće materijala (tvrdoća i strukturna stabilnost) kao i strukture građe (na primjer izbočine). Struktura građe značajna je prije svega kod djelovanja sila na veliku površinu (zaštita od gnječenja), dok je čvrstoća materijala bitna kod točkastog djelovanja sile (streljivo).
Razlikuju se, naročito u vojnom području, aktivni i pasivni princip oklopa. Pasivni i (re-)aktivni oklopi mogu se kombinirati (kao na primjer kod borbenih oklopa koji su opremljeni slojem reaktivnih oklopnih keramičkih pločica, i time su bolje zaštićeni od  streljiva).
Oklopi mogu postojati i kao samostalni objekti, pa ga objekt koji treba zaštitu koristi samo prema potrebi. Poznati primjeri takvih oklopa su štitovi vojnika u povijesti, kaciga i slično.

## Oklopi u prirodi
U prirodi se mogu naći mnogi primjeri oklopljenosti a trebaju pružiti zaštitu osjetljivom tijelu životinje od grabežljivaca. Često takvi "oklopi" istovremeno imaju i strukturnu funkciju, kao što je egzoskelet kod rakova ili kukaca.
Najpoznatiji prirodni oklopi su kod kornjača, i najsnažniji su od svih životinjskih oklopa. Manje je poznata "oklopljenost" kukaca. Njihovi oklopi građeni su od sklerotina, a zahvaljujući hitinu su savitljivi.

## Funkcija oklopa
Smisao oklopa je da onoga koji je unutar njega zaštiti od vanjskih sila. To se postiže, tako da se unutrašnji prostor obuhvati slojem materijala visoke čvrstoće i takvim oblikom da zaštitni sloj odoli ili preusmjeri očekivanu razornu snagu. Pri tome, otpornost oklopa treba biti primjerena veličini i vrsti snage koja se očekuje.
Oklopi se daju podijeliti u tri glavne kategorije: 
1. Oklop od kože, tkanine ili miješanih slojeva
2. Pancir izrađen od isprepletenih metalnih prstenova (željezo, čelik)
3. Kruti oklop izrađen od metala, roga, drva, plastike, ili nekog drugog tvrdog i otpornog materijala. Takve oklope nosili su vitezovi srednjeg vijeka.[1]

## Povijest razvoja oklopa

### Oklopi starog doba
Prvi oklopi pojavili su se vjerojatno još u paleolitu, to su bile kože koje su ratnici kamenog doba navlačili da se zaštite od udaraca.
Poznato je da su 11. st. pr. Kr, kineski ratnici nosili oklope izrađene od pet do sedam slojeva kože nosoroga, slične oklope radili su i Mongoli samo od goveđe kože. Oklop od debljih tkanina u više slojeva, također ima dugu historiju, takve oklope koji su pokrivali tijelo od vrata do struka, nosila je teška grčka pješaštvo u 5. st. pr. Kr., slične oklope nosili su po sjevernoj Indiji sve do 19. st.
Starogrčki vojnici nosili brončane oklope za zaštitu prsa i nogu, i velike kacige za zaštitu glave. Rimski legionari nosili su cilindrični oklop za zaštitu prsa izrađen od četiri do sedam horizontalnih obruča od čelika, koji su se sprijeda i straga ispreplitali u monolit. Uz njega je išao i dodatak za zaštitu ramena.
Iz njega se razvio pancir, oklop spleten od lanaca. Njegova prednost bila je veća fleksibilnost, uz još uvijek relativno dobru zaštitu na udarce mača (iako direktne ubode nije mogao zadržati). Tako da se on u obliku jednostavne košulje, nosio diljem Rimskog Carstva a i izvan njegovih granica. Pancir je bio glavni oklop Zapadne Europe do 14. st. Pancirne košulje nosile su se po Indiji i Perziji sve do 19. st. Japanci su počeli rabiti pancir od 14. st.
Osim kaciga, oklop od većih metalnih ploča je vjerojatno bio nepoznat u Zapadnoj Europi ranog srednjeg vijeka, tako da je pancir bio glavna obrana tijela i udova tijekom 12. i 13. st. Pancir ipak nije imao krutost i čvrstoću da zadrži ozbiljne udarce, pa su se od 14. st. počeli izrađivati anatomski oblikovani dodatci za koljena, laktove i potkoljenice od metalnih ploča. Vremenom su ti dodatci do početka 16. st. izrasli u kompletni oklop, s prorezom za oči i disanje, u kom se iako teško ipak moglo kretati, jer je imao pomične dijelove. Oklopi plemića su često bili bogato pozlaćeni, s finom reljefnom dekoracijom.
Povećanje efikasnosti ručnog vatrenog oružja u 16. i 17. st., prouzrokovala je povećanje debljine oklopa, a time i težinu, na kraju su kompletni oklopi napušteni u korist povećanja mobilnosti. Ali su se oklopni psluci i kacige još uvijek koristili tokom čitavog 17. st., oklopi su nestali iz uporabe u 18. st., uglavnom zbog svoje cijene, ali i zbog svoje nedjelotvornosti protiv suvremenih oružja, i svoje težine.

### Povratak oklopa (Moderno doba)
Vatreno oružje je na kraju pretvorilo teška i skupa srednjovjekovna oklopna odijela zastarjelim., tako da su od renesanse sve vojske odbacivale oklope i nastojale svoje armije učiniti što pokretljivijim, da mogu izdržati duge koračajna. Nakon rovovskih borbi tokom Prvog svjetskog rata, kad se pokazala sva razornost topničke vatre, sve vojske stale su opremati svoje vojnike s metalnim kacigama kako bi ih zaštitili od gelera granata. Njemačka vojska je još tijekom opremila dio svojih vojnika na osobito riskantnim mjestima oklopom za prsa od čeličnih ploča. Kacige su postale dio standarne opreme vojnika tijekom Drugog svjetskog rata. Pored toga, i posade bombardera nosile su teške oklopne prsluke (flak jackets) za zaštitu od zrna protuzrakoplovne paljbe.
U kasnijim fazama Korejskog rata, američka vojska je uvela u opremu svojih vojnika oklopni prsluk M-1952, on je težio 3,6 kg. M-1952 je bio izrađen od 12 slojeva laminiranog najlona i pružao je zaštitu od idirektnih gelera granata. Taj isti prsluk nosili su američki vojnici i marinci i u Vijetnamskom ratu, sve dok nije uveden novi model M-1969, koji je u suštini bio isti tip uz manja poboljšanja.

### Novi materijali
U desetljećima nakon rata u Vijetnamu, razvoj novih materijala kao što je kevlar i napredna keramika pružila je inženjerima mogućnost stvaranja laganih oklopa, dovoljno djelotvornih za zaštitu od metaka i krhotina bombi. Moderna vlakna tkana posebnim tehnikama (imitacija paukove mreže) apsorbiraju utjecaj ispaljenog puščanog zrna ili krhotina lakših bombi, jer se njihova udarna sila rasprši na velikom području kroz koje se projektil kreće kroz niz slojeva iz različitih materijala. Na taj način se zrna deformiraju, i nemogu probiti te kompozitne materijale. Na isti se način udarna sila ispaljenog projektila rasipa kad prolazi kroz slojeve keramičkih pločica.

### Moderni oklopi za zaštitu tijela
Kopnena vojska SAD-a razvila je 1980. novi tip zaštite za vojnike - Osobni oklopni sistem za zemaljske trupe (engleski: Personnel Armor System for Ground Troops, akronim PASGT), dizajniran od novog materijala kevlara, od tog je napravljena kaciga i prsluk, teška 4 kg, to je bilo nešto više od modela M-1969, ali je pružao bolju zaštitu. Početkom ratnih operacija u Iraku 2003, vojska zamijenila sistem PASGT s Presretačkim oklopom za tijelo (engleski: Interceptor Body Armor akronim: IBA). Taj novi prsluk se sastoji od vanjskog taktičkog prsluka izrađenog od višeslojnog kevlara, koji pruža zaštitu i od pištolja kalibra 9 mm. Uz dodatak keramičkih umetaka takav prsluk ima 7,25 kg, ali pruža zaštitu od puščanih metaka kalibra 7,62 mm, što stariji prsluci nisu mogli.
Pored Američke vojske i postrojbi drugih zemalja razvijaju slične sisteme za zaštitu svojih vojnika

## Pogledajte i ove stranice
- Štit
- Kaciga

## Vanjske poveznice
- Oklop Hrvatska tehnička enciklopedija, portal hrvatske tehničke baštine. LZMK